# Grand Prix SAR La Princesse Lalla Meryem 2005
Grand Prix SAR La Princesse Lalla Meryem 2005 — жіночий тенісний турнір, що проходив на відкритих кортах з ґрунтовим покриттям у Рабаті (Марокко). Належав до турнірів 4-ї категорії в рамках Туру WTA 2005. Це був 5-й за ліком Гран-прі принцеси Лалли Мер'єм. Тривав з 2 до 8 травня 2005 року. Друга сіяна Нурія Льягостера Вівес здобула титул в одиночному розряді й отримала 22 тис. доларів США.

## Фінальна частина

### Одиночний розряд
Нурія Льягостера Вівес —  Чжен Цзє 6–4, 6–2
- Для Льягостери Вівес це був 1-й титул в одиночному розряді за кар'єру.

### Парний розряд
Емілі Луа /  Барбора Стрицова —  Лурдес Домінгес Ліно /  Нурія Льягостера Вівес 3–6, 7–6(7–5), 7–5